# Міністерство економіки та кліматичної політики (Нідерланди)
Міністерство економіки та кліматичної політики (англ. Ministerie van Economische Zaken en Klimaat) (EZK) є нідерландським міністерством. Воно займається всіма питаннями, пов'язаними з економікою Нідерландів, такими як торгівля, промисловість, зв'язок, енергопостачання, підприємництво, інновації та питання споживачів, а також політика щодо клімату.

## Організація
Міністерство очолюють міністр і державний секретар з питань економічної та кліматичної політики. Офіційним керівником є Генеральний секретар.
Міністерство поділяється на різні штатні департаменти, генеральні директорати, які беруть участь у розробці політики, служби та агентства, які беруть участь у реалізації політики з повною міністерською відповідальністю, та незалежні адміністративні органи, які здійснюють політику з більшою незалежністю та менше міністерської відповідальності.
Міністерство розташоване на вулиці Bezuidenhoutseweg у Гаазі.

### Генеральні директорати
- Клімат і енергетика
- Бізнес та інновації

### Послуги та агентства
- Служба впровадження ІКТ (DICTU)
- Агентство Телеком
- Нідерландське агентство підприємств
- Державний нагляд за шахтами
- ЦПБ
- PIANOo (допомагає громадським організаціям у закупівлях)

### Незалежні адміністративні органи (ЗБО)
- Управління у справах споживачів і ринків (ACM)
- Центральне бюро статистики (CBS)
- торгово-промислова палата (КвК)
- Нідерландська рада з акредитації (RvA)

## Історія

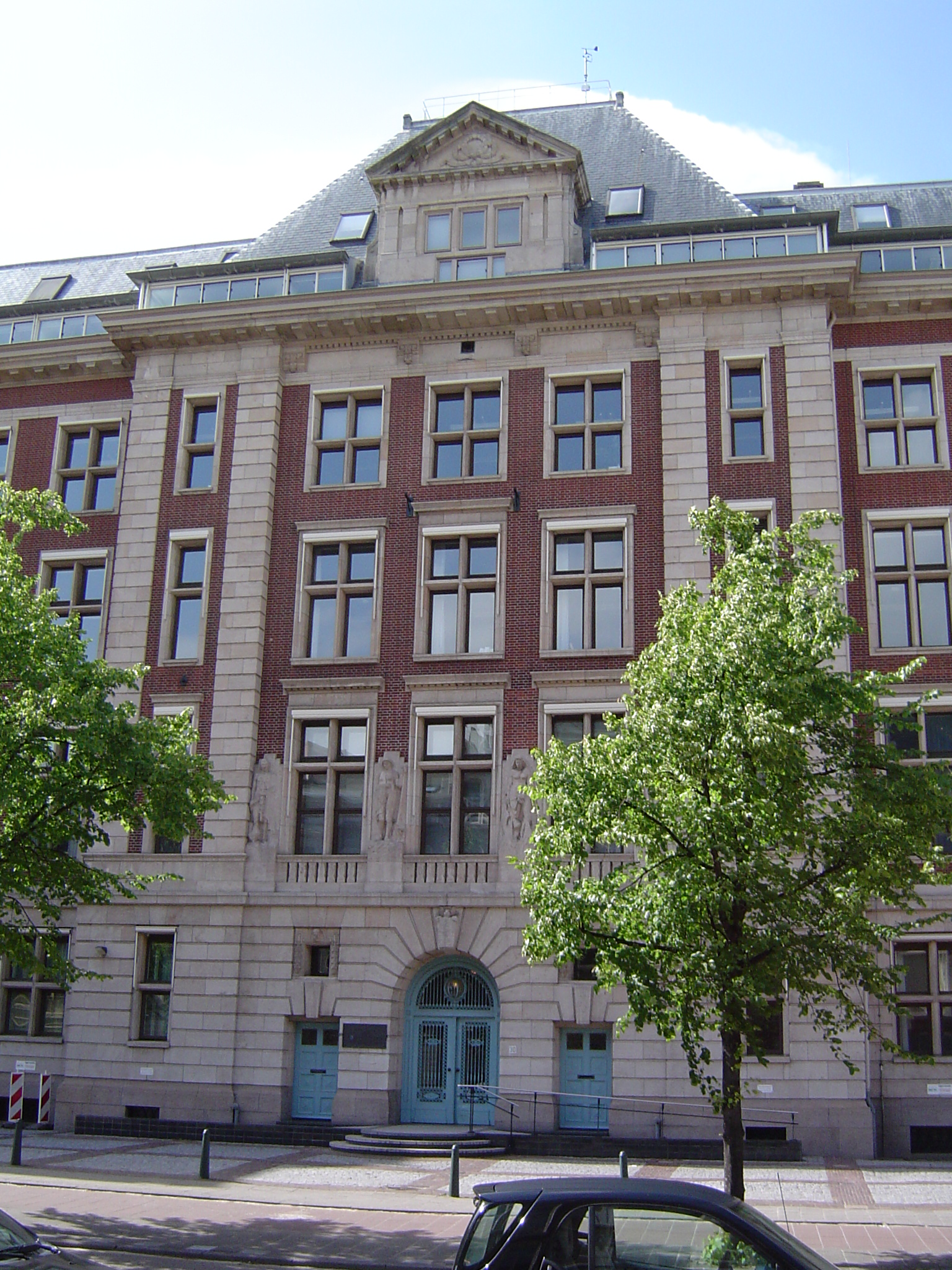
Колишня штаб-квартира Міністерства економіки.

Міністерство було створено в 1905 році як Департамент сільського господарства, торгівлі та промисловості. Він оселився в 1917 році в класичній офісній будівлі, побудованій для цієї мети на Bezuidenhoutseweg 30.
У 1933 році воно було перейменовано в Міністерство економіки, яке зберігало до 1940 року. Після 1945 року ця назва була обрана знову, а з 1950 року був призначений державний секретар. 14 жовтня 2010 року Міністерство економіки об’єдналося з подвійним за чисельністю Міністерством сільського господарства, природи та якості харчових продуктів (LNV), утворивши Міністерство економіки, сільського господарства та інновацій (EL&I). Міністерство економіки залишило будівлю за адресою Bezuidenhoutseweg 30 («B30»), а об’єднане міністерство переїхало до більшої будівлі LNV за адресою Bezuidenhoutseweg 73 («B73»). Злиття було здійснено першим кабінетом Рютте. Коли третій кабінет Рютте вступив на посаду в 2017 році, Міністерство сільського господарства, природи та якості продуктів харчування було відроджено, але кліматичну політику було додано до того, що тепер називається Міністерством економіки та кліматичної політики.

## Політичне лідерство
Міністром економіки є Мікі Адріансенс (VVD), міністром клімату та енергетики є Роб Джеттен (D66), державним секретарем з питань гірничодобувної промисловості є Ганс Війлбріф (D66).